# Скульптурна композиція «Антон Чехов і дама з собачкою»
«Анто́н Че́хов і да́ма з соба́чкою» — бронзова скульптурна композиція Антону Павловичу Чехову і його персонажу, встановлена 2004 року в Ялті, на Набережній.
Створена на замовлення засновників міжнародного телекінофоруму «Разом» — телерадіокомпанії «Мир», Спілки журналістів Росії, професійних міжнародних організацій, групою скульпторів і майстрів лиття московського експериментального художньо-виробничого об'єднання «Вель» у зв'язку з 100-річчям з дня смерті письменника. Скульптори: Геннадій Паршин і його син Федір Паршин (обидва з Москви). Архітектор: начальник управління головного архітектора Ялтинського міськвиконкому Юрій Олександрович Іванченко.